# Araucaria heterophylla
Espèce
Classification phylogénétique
Statut de conservation UICN

 VU D2 : Vulnérable

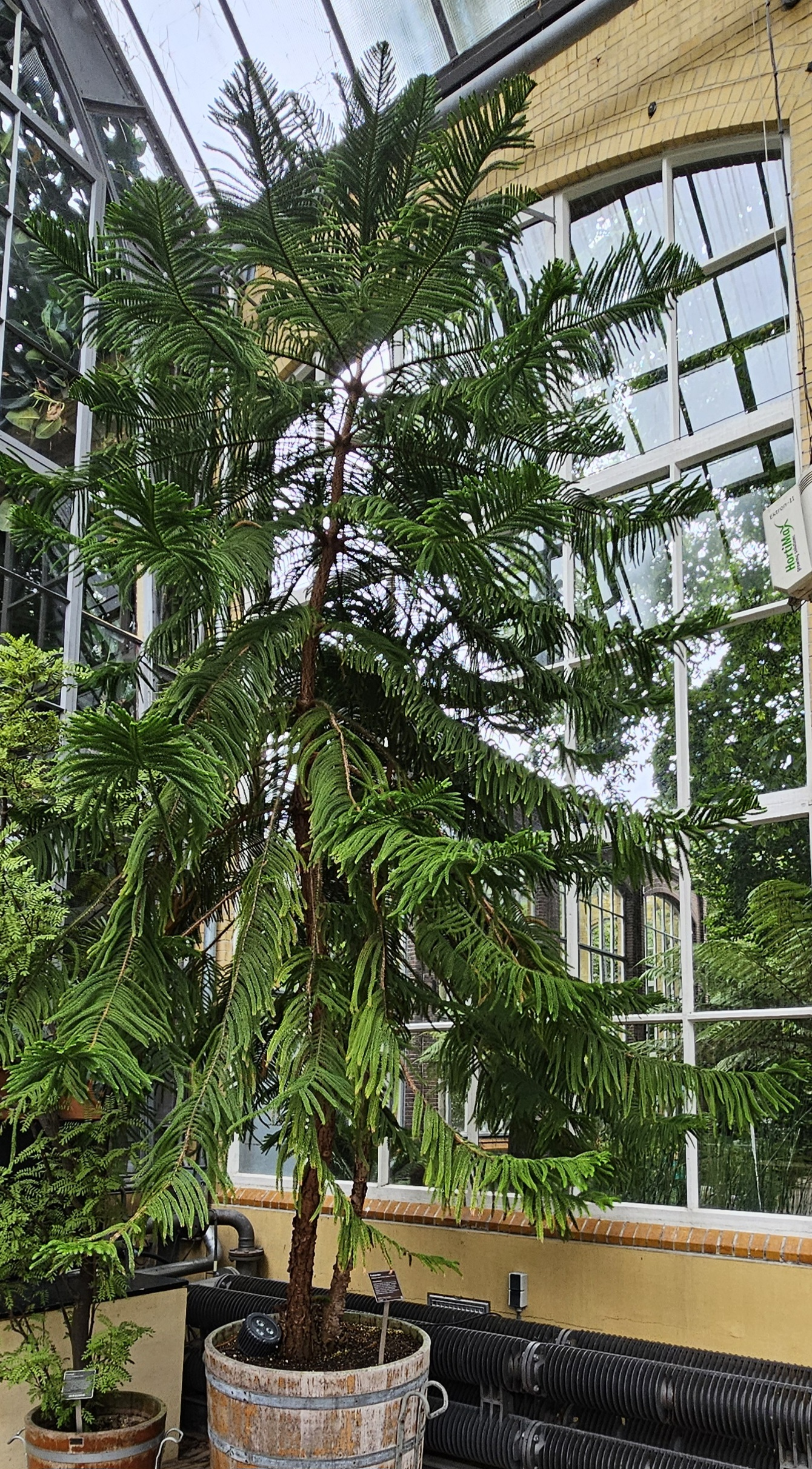
Araucaria heterophylla au jardin botanique d'Amsterdam

L’Araucaria ou Pin de Norfolk  — qui n'est pas un pin — (Araucaria heterophylla, synonyme Araucaria excelsa) est un conifère de la famille des Araucariacées.

## Description
C'est un arbre à croissance lente qui atteint 50 à 65 m de hauteur, avec un tronc vertical et des branches symétriques, même face aux vents violents qui tordent les autres espèces, et presque horizontales. Les feuilles, lorsqu'elles sont jeunes, sont en forme d'alêne, courbées, de 1 à 1,5 cm de long, épaisses d'environ 1 mm. Les feuilles plus âgées ont de 5 à 10 cm de long et d'une épaisseur variable de 2 à 4 mm. Les plus épaisses des feuilles forment des sortes d'écailles sur les branches de la couronne supérieure[réf. nécessaire].
Les cônes femelles, globuleux, mesurent 12 à 15 cm de long. Ils prennent environ 18 mois pour mûrir[réf. nécessaire]. Ils se désintègrent alors pour relâcher les graines ailées, comestibles[réf. nécessaire].

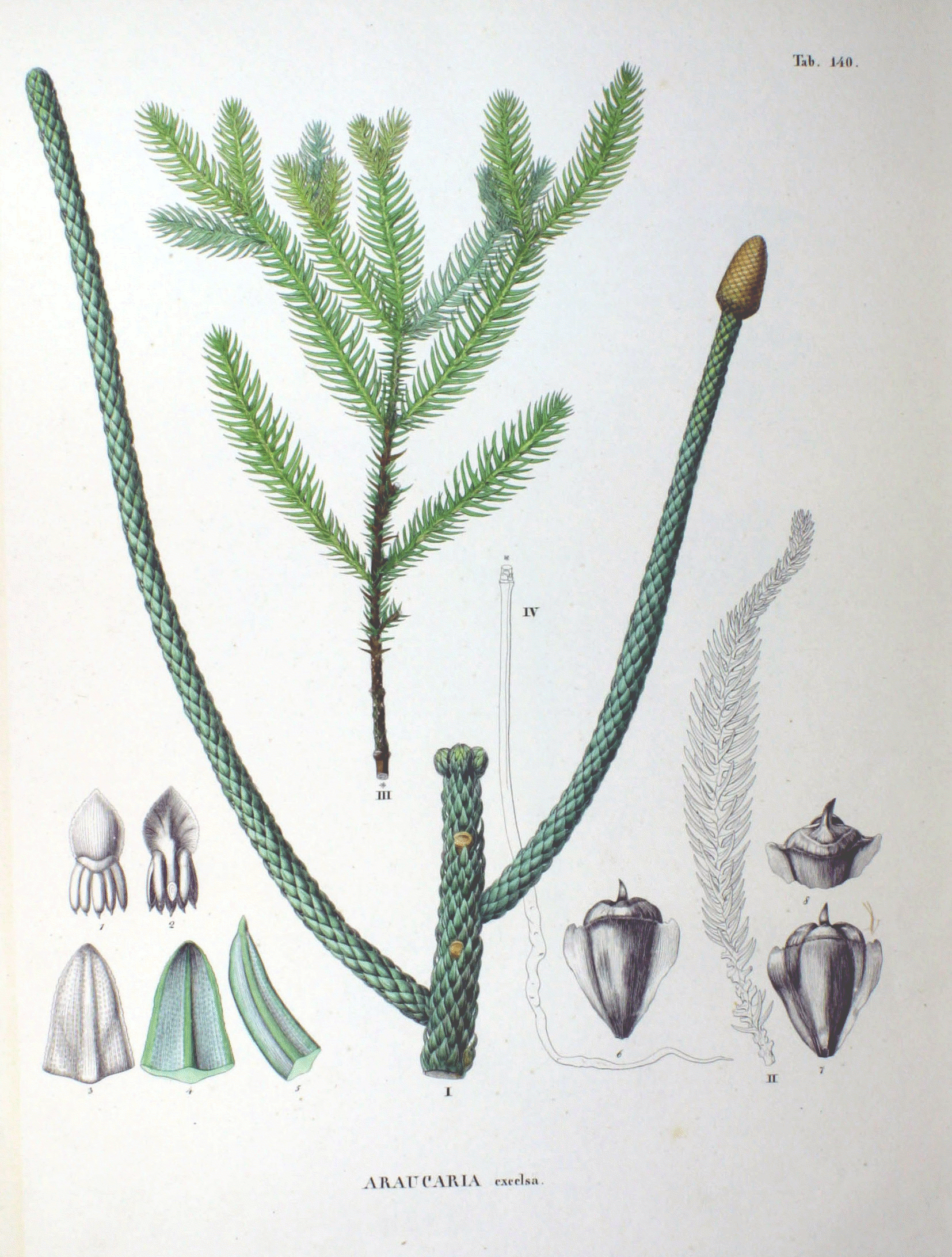
Planche botanique
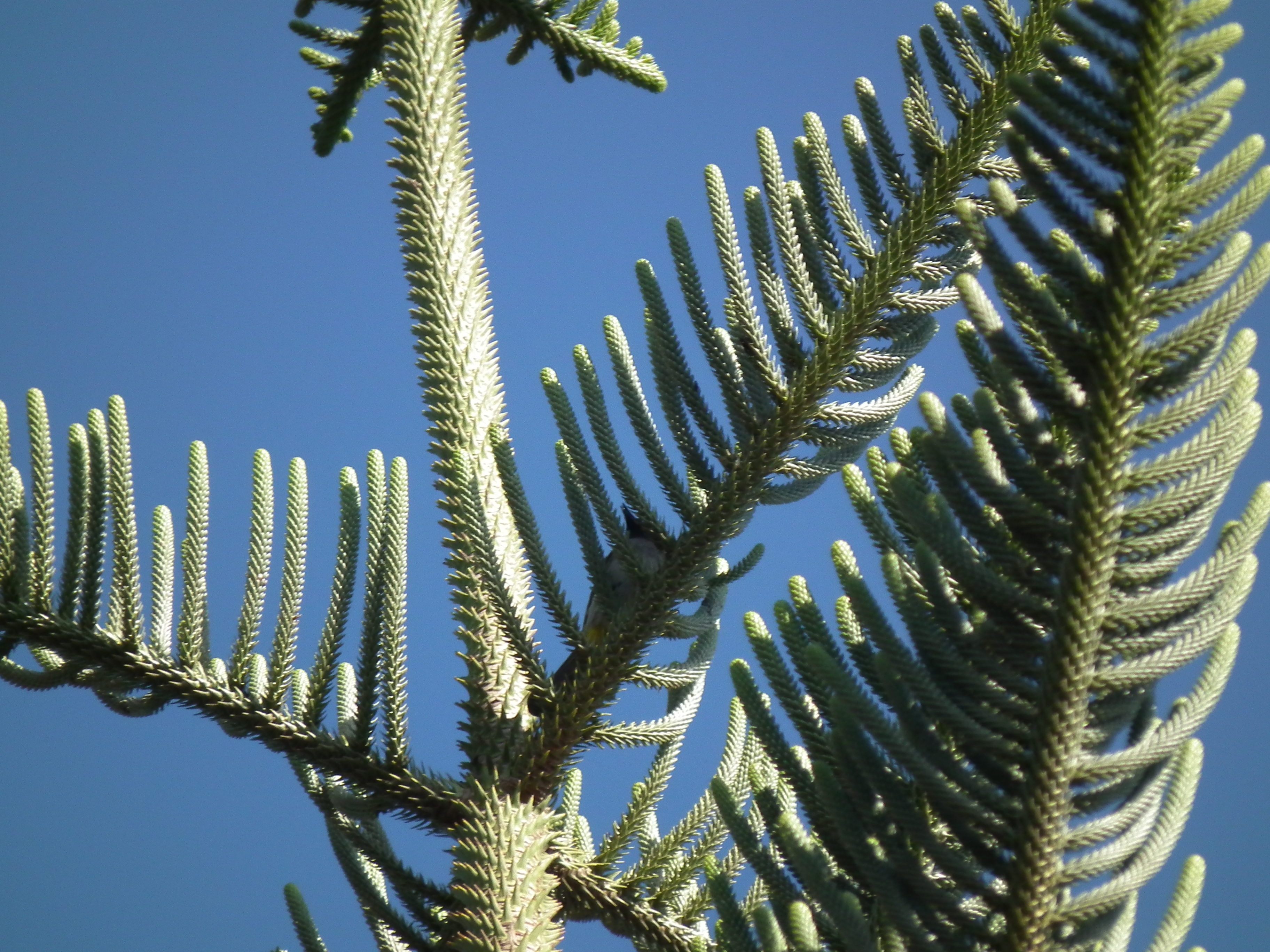
Détail de branche principale
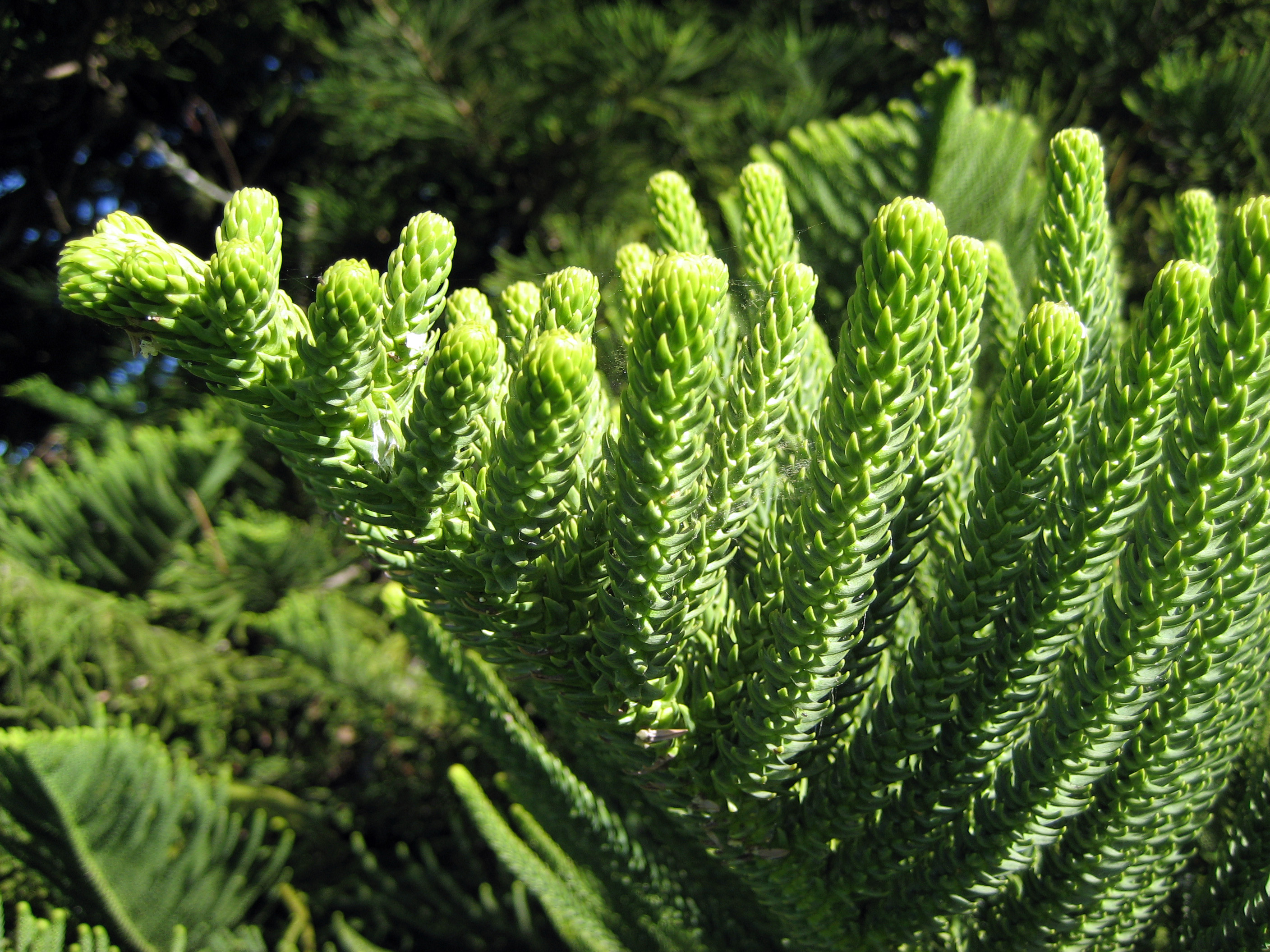
Feuillage d'un arbre mûr
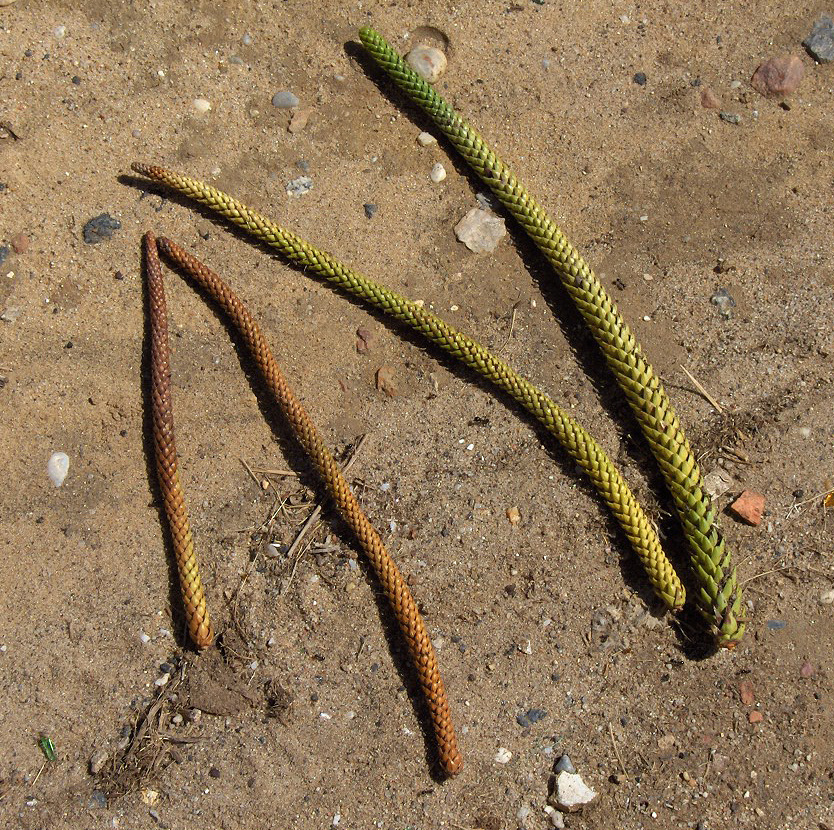
Feuillage tombé au sol
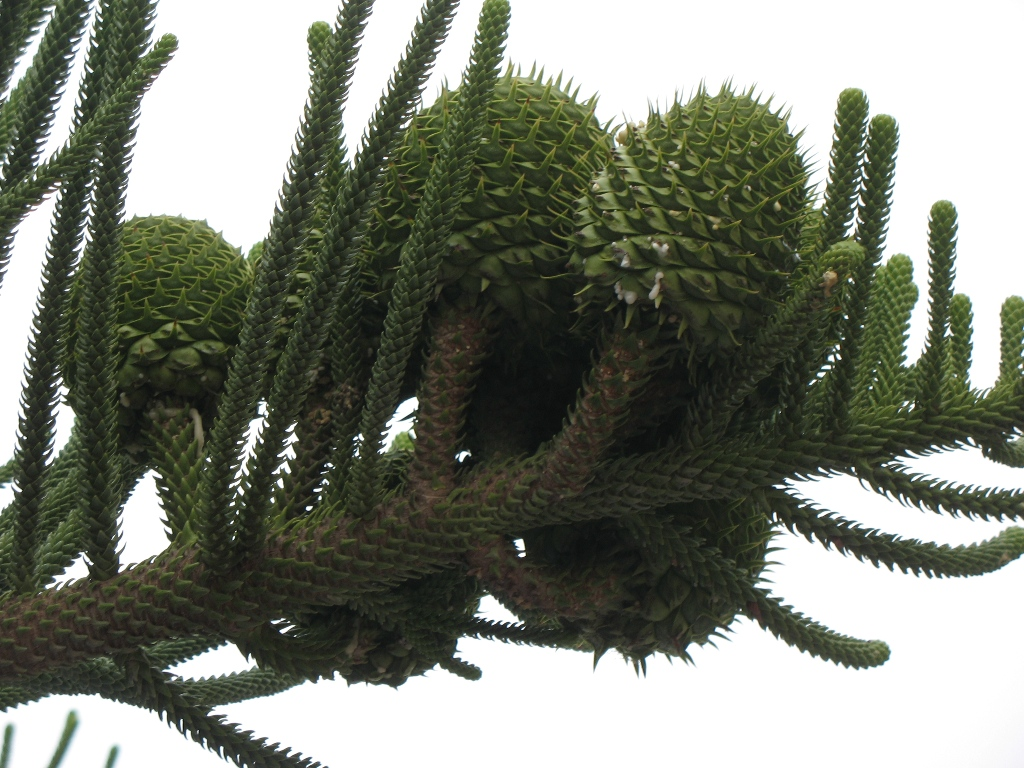
Cônes femelles du pin de Norfolk

## Répartition et habitat

Drapeau de l'île Norfolk.

Comme son nom l'indique cet Araucaria est endémique de l'île Norfolk (Pacifique Sud), dont il figure sur le drapeau. L'homme a répandu cette espèce un peu partout dans le monde.
L'arbre pousse bien dans le sable profond, à condition d'avoir un accès fiable à l'eau. Cela, lié à sa tolérance pour le sel et le vent, en fait un arbre adapté aux côtes où il ne gèle pas. 

À La Réunion, il s’adapte bien sur le littoral, mais aussi en altitude, jusqu’à 800 mètres.

## Le Pin de Norfolk et l'homme

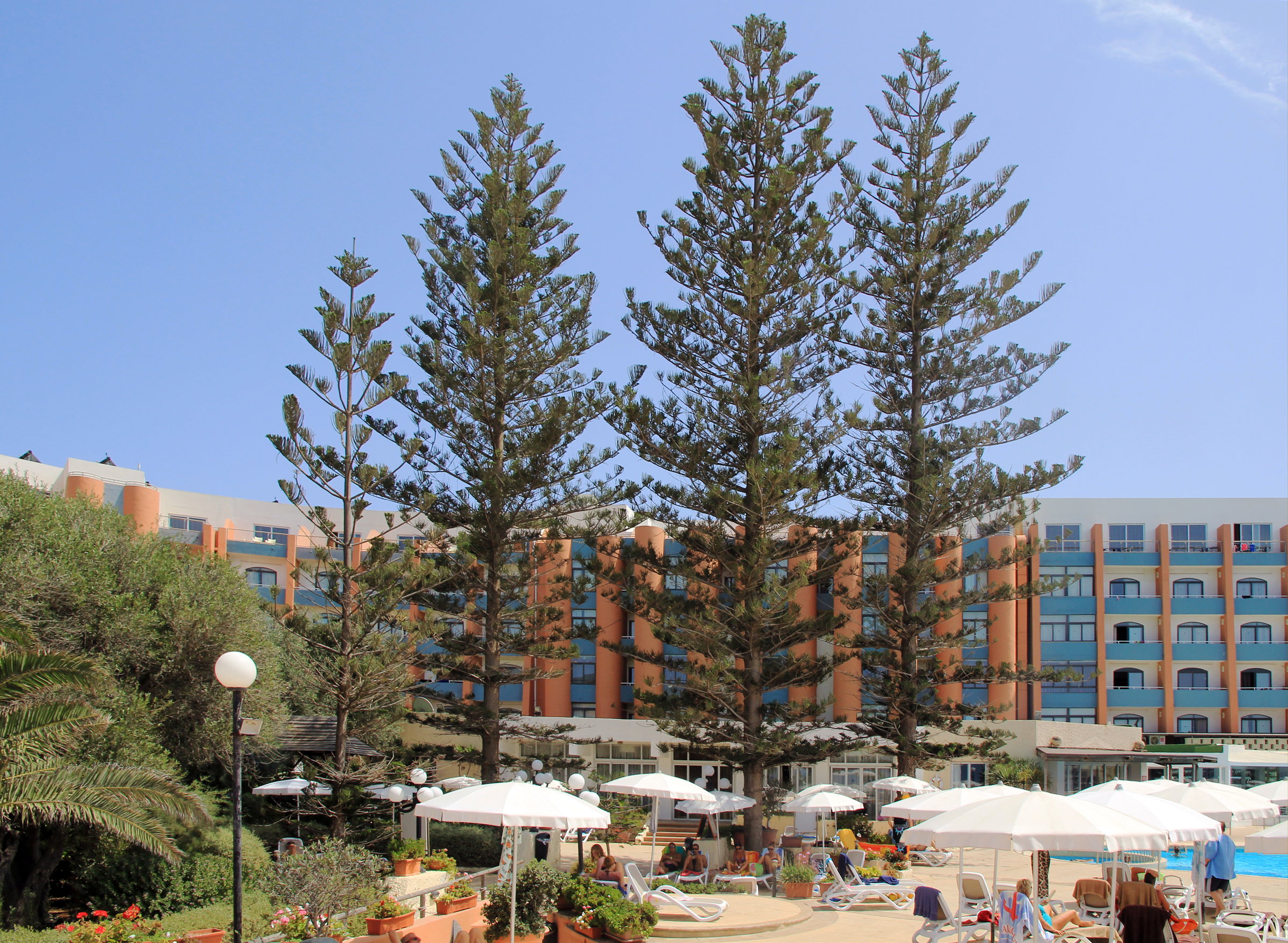
Spécimens cultivés en plein air, ici à Malte

Vendu en pot, il peut être gardé deux ou trois ans. Planté dans un jardin, la tête peut être coupée chaque année pour en faire un sapin de Noël. Il doit être planté assez loin des habitations, car son grand développement racinaire peut, à maturité, mettre en danger les bâtiments.